# Piątek, trzynastego IX: Jason idzie do piekła
Piątek, trzynastego IX: Jason idzie do piekła (ang. Jason Goes to Hell: The Final Friday; inne tłum. Piątek trzynastego: W piekle) – amerykański filmowy horror z podgatunku slasher, stylizacją przypominający film science-fiction. Dziewiąta z kolei część cyklu krwawych opowieści o Jasonie Voorheesie, tym razem zrealizowana przez wytwórnię New Line Cinema. Film powstał w 1993 roku.
Film otrzymał głównie negatywne oceny od krytyków. Serwis Rotten Tomatoes przyznał mu wynik 20%.

## Fabuła
Zostaje wszczęte śledztwo dotyczące makabrycznych morderstw na Manhattanie. Sprawcą zbrodni jest Jason Voorhees (Kane Hodder), morderca znad Crystal Lake. Specjalny oddział FBI zastawia na psychopatę pułapkę, wysadzając go tym samym w powietrze. Tajemniczy łowca nagród, Creighton Duke (Steven Williams), nie wierzy, że Jason został całkowicie unicestwiony, jednak zna sposób na ostateczne pozbycie się kłopotliwego osobnika. Podczas sekcji zwłok duch Jasona wnika w ciało koronera (Richard Gant) i podąża do Crystal Lake, by kontynuować swoje krwawe zbrodnie.

## Obsada
| Rola                     | Aktor            |
| ------------------------ | ---------------- |
| Jason Voorhees           | Kane Hodder      |
| Steven Freeman           | John D. LeMay    |
| Jessica Kimble           | Kari Keegan      |
| Creighton Duke           | Steven Williams  |
| Robert Campbell          | Steven Culp      |
| Diana Kimble             | Erin Gray        |
| Joey B.                  | Rusty Schwimmer  |
| koroner Phil             | Richard Gant     |
| Shelby                   | Leslie Jordan    |
| szeryf Ed Landis         | Billy Green Bush |
| oficer Randy Parker      | Kipp Marcus      |
| Josh                     | Andrew Bloch     |
| Ward                     | Adam Cranner     |
| Vicki                    | Allison Smith    |
| Deborah                  | Michelle Clunie  |
| agentka Elizabeth Marcus | Julie Michaels   |

## Box Office
| Świat | US$ 15,935,068 |